# +972杂志
+972杂志是一份以色列左翼在線新聞和評論杂志，由四位以色列作家、記者于2010年8月在特拉维夫创办。  四位創始人反对以色列占领巴勒斯坦领土。雜誌的名稱來自以色列和巴勒斯坦领土的国际电话区号972（兩者電話區號相同）。 +972杂志刊登的基本上都是英文文章。